# Itaueira
Itaueira é um município brasileiro do estado do Piauí. Localiza-se na microrregião de Floriano, mesorregião do Sudoeste Piauiense. O município tem 12 861 habitantes (2008) e 2534 km². Foi criado em 1952.